# Shizhong (Leshan)
Shizhong (en chino, 市中; pinyin, Shìzhōng (escuchar)ⓘ) es un distrito urbano bajo la administración directa de la ciudad-prefectura de Leshan. Se ubica en la provincia de Sichuan, centro-sur de la República Popular China. Su área es de 837 km² y su población total para 2010 superó los 660 mil habitantes. 

## Administración
El distrito de Shizhong se divide en 25 pueblos que se administran en 15 poblados y 10 villas.